# Het schotschrift
Het schotschrift is een hoorspel naar Die Schmähschrift oder Königin gegen Defoe: Erzählt nach den Aufzeichnungen eines gewissen Josiah Creech (1970) van Stefan Heym. Evelien van Leeuwen vertaalde het boek en Louis Houët bewerkte het. De KRO zond het hoorspel uit op maandag 29 maart 1982. De regisseur was Cox Habbema. Het hoorspel duurde 81 minuten.

## Rolbezetting
- Tim Beekman
- Kees Broos
- Edmond Classen
- Rob Fruithof
- Hans Hoekman
- Louis Houët
- John Leddy
- Bert van der Linden
- Maria Lindes
- Dick Scheffer
- Wim Serlie
- Ger Smit
- Robert Sobels
- Jeanne Verstraete

## Inhoud
Dagboekaantekeningen van een Engelse overheidsdienaar, gedateerd 18 december 1702 tot 3 augustus 1703. De overheidsdienaar maakt jacht op de schrijver Daniel Defoe wegens diens pamflet uit 1702 The Shortest Way with Dissenters or: Proposals for the Establishment of the Church (Korte metten met de Dissenters), dat de intolerantie van de staat aan de kaak stelt. Stefan Heym was in de DDR zelf het slachtoffer van intolerantie: hij werd als een “vijandig-negatief” auteur beschouwd en mocht niet meer publiceren.